# Les regles del joc
Les regles del joc  (títol original: The Rules of Atraction) és una pel·lícula estatunidenca dirigida per Roger Avary l'any 2002, adaptació de la novel·la del mateix nom de Bret Easton Ellis de 1987. Ha estat doblada al català.

## Argument
Al Camden College, l'essencial de la vida dels estudiants no es desenrotlla durant les classes. En aquest univers de festes i de disbauxa, a Sean Bateman (James Van Der Beek) no li han usurpat la seva reputació de seductor. Una bona part de les joves del campus ho poden testificar personalment.
Paul Denton (Ian Somerhalder) anuncia la seva homosexualitat, però ho té malament per trobar companys.
Lauren Hynde (Shannyn Sossamon), per a la seva part, és sublim. No n'abusa encara. Està massa ocupada a buscar la seva plaça en aquest món llibertí que obeeix només a les lleis de l'atracció.

## Repartiment
- James Van Der Beek: Sean Bateman
- Shannyn Sossamon: Lauren Hynde
- Jessica Biel: Lara Holleran
- Kip Pardue: Victor
- Kate Bosworth: Kelly
- Ian Somerhalder: Paul Denton
- Joel Michaely Maël: Raymond
- Jay Baruchel: Harry
- Thomas Ian Nicholas: Mitchell
- Clifton Collins Jr.: Rupert
- Clare Kramer: Candice
- Faye Dunaway: Mme Denton
- Swoosie Kurtz: Sra. Jared
- Russell Sams: Richard Jared
- Eric Stoltz: M. Lance Lawson
- Fred Savage: Marc
- Michael Ralph: Bumba Clot
- Theresa Wayman: la jove filla enamorada de Sean
- Eric Szmanda: l'estudiant de NYU fan de cinema

## Música
- La banda original ha estat composta per Andy Milburn i Tom Hadju del grup Tomandandy.
- Les pistes addicionals inclouen cançons de the Cure, Love and Rockets, Blondie, The Go-Go's, Yazoo, Erasure, The Rapture, Milla Jovovich, o Serge Gainsbourg.

## Al voltant de la pel·lícula
- Les lleis de l'atracció és un novel·la de Bret Easton Ellis, escriptor del qual diverses novel·les han estat adaptades a la pantalla (Neu sobre Beverly Hills l'any 1987 o Less than zero i American Psycho l'any 2000).
- Roger Avary ha comprat l'any 2005[3] els drets per realitzar un altre novel·la de Bret Easton Ellis: Glamorama[4]
- Per al productor Greg Shapiro, Les regles del joc constitueix la trobada de dos universos forts i singulars. « D'un costat, Bret Easton Ellis, que sap fer esclatar les aparences dels mitjans fàcils. I Roger Avary, que filma els llocs que es creia conèixer d'una manera certament inesperada. Finalment, obteniu una faula àcida, graciós i fascinant sobre la realitat d'una joventut daurada que no té preocupacions. »
- Sean Bateman és el jove germà de Patrick Bateman, heroi de American Psycho, que d'altra banda d'en un altre lloc apareix directament al novel·la però no al film. Tanmateix, quan Paul crida Sean al campus, Sean despenjant demana: « Qui és? Patrick? ». Paul, sorprès i ansiós diu a Sean: « No, sóc Paul. Qui és Patrick? » Qüestió a la qual Sean respondrà: « No té importància ». Però no és l'única vegada que Sean parla del seu germà. En efecte, cap al final del film, quan Rupert arriba a Camden i estomaca Sean demanant-li els seus diners, Sean exclama: « Tinc els diners! El meu germà l'ha passat al meu compte! ».
- Roger Avary és voluntàriament escollit per encarnar els estudiants desvagats del film dels actors estrenadas dels films i sèries populars per a adolescents: James Van Der Beek és l'intèrpret principal de la sèrie televisada Dawson's Creek, Jessica Biel de 7th Heaven, Shannyn Sossamon ha estat descoberta a Història d'un cavaller i 40 Days and 40 nights i Thomas Ian Nicholas a American Pie.
- Quinze anys han estat necessaris per realitzar Les regles del joc: des de l'aparició del llibre l'any 1987, Avary, llavors estudiant, reconeix la seva generació i desitja posar en imatges aquest novel·la. Segons ell la història i els temes abordats tenen tant d'impacte com fa quinze anys, la societat de la imatge, la superficialitat dels costums i el cinisme, sempre d'actualitat. El director només ha esborrat elements específics de la fi dels anys 1980 per fer Les regles del joc el més atemporal possible.
- El film no arriba fins al final de la novel·la, aturant-se a la primera ruptura de Sean i Lauren, mentre que la novel·la continua més lluny, els dos protagonistes junts en una epopeia tràgica a les carreteres dels Estats Units.